# Tricyphona (Pentacyphona) huffae
Tricyphona (Pentacyphona) huffae is een tweevleugelige uit de familie Pediciidae. De soort komt voor in het Nearctisch gebied.